# Бронеавтомобиль Улятовского
Бронеавтомобиль Улятовского — лёгкий пушечный бронеавтомобиль Вооружённых сил Российской империи. Разработан в 1916 году прапорщиком Улятовским при поддержке начальника Офицерской стрелковой школы генерал-майора Н. М. Филатова. В том же году силами мастерских школы был построен и испытан один бронеавтомобиль, использовавшийся Русской Императорской армией в боях Первой мировой войны.

## История создания
В начале 1915 года на поля сражений Первой мировой войны вышли русские тяжёлые пушечно-пулемётные бронеавтомобили «Гарфорд-Путилов». Грозные машины быстро прижились в войсках благодаря своему мощному вооружению, прежде всего 76-мм противоштурмовой пушке образца 1910 года. Однако перегруженность ходовой части, которой пришлось расплатиться за тяжёлое вооружение бронеавтомобиля, привела к тому, что проходимость и подвижность «Гарфордов» была очень низкой. Исправить возникшие проблемы на имевшемся шасси не представлялось возможным, вследствие чего создатель «Гарфордов», начальник Офицерской стрелковой школы генерал-майор Н. М. Филатов, занялся разработкой более лёгких и подвижных машин. Работы осени 1915 года привели к созданию весьма оригинальной трёхколёсной бронированной боевой машины, сочетавшей солидное вооружение (два 7,62-мм пулемёта «Максим» или одна 76,2-мм противоштурмовая пушка образца 1910 года) с весьма скромными массогабаритными характеристиками и неплохой подвижностью. Эти машины стали известны под именем «Трёхколёска».
Однако пулемётные бронеавтомобили, в целом довольно удачные, в варианте с пушечным вооружением оказались перегружены. Тем временем лёгкие пушечные броневики остро требовались армии, и вскоре после испытаний «Трёхколёсок» Филатов начал разработку лёгкой машины на четырёхколёсном шасси. Вскоре выяснилось, что в наличии уже имеется готовый проект прапорщика Улятовского, реализацию которого Филатов поддержал, и в середине 1916 года в мастерских Офицерской стрелковой школы был построен опытный броневик, причём ходовая часть для него, как и для «Трёхколёсок», была собрана из отдельных узлов разобранных или разбитых легковых автомобилей. Первоначальное вооружение составлял один пулемёт, который впоследствии заменили на короткоствольное орудие. Но масса бронеавтомобиля при этом возросла почти до трёх тонн, что повлекло за собой ухудшение динамических характеристик. Испытания бронеавтомобиля Улятовского прошли в середине 1916 года и не дали желаемых результатов, в результате чего от серийной постройки подобных машин отказались.

## Описание конструкции
Визуально бронеавтомобиль Улятовского несколько напоминал бронеавтомобиль Ижорского завода, хотя был намного меньше по габаритным размерам. Судя по фотографии, высота бронеавтомобиля не превышала 1700 мм. Бронеавтомобиль имел полностью закрытый бронекорпус. В носовой части располагалось моторное отделение с наклонным лобовым бронелистом, в котором размещался прямоугольный одностворчатый люк для доступа охлаждающего воздуха к радиатору. За моторным располагалось отделение управления, где было место водителя бронеавтомобиля. Для наблюдения за дорогой водитель располагал крупным люком, который в боевой обстановке закрывался откидной бронекрышкой со смотровыми щелями. В кормовой части корпуса находилось боевое отделение.
В первом варианте вооружение бронеавтомобиля составлял один 7,62-мм «Максим», смонтированный в кормовом бронелисте, причём в целях уменьшения высоты машины пулемётчик располагался в положении лёжа. Впоследствии вооружение было усилено посредством установки вместо пулемёта 57-мм «короткой пушки образца 1913 года» (по другим данным, на броневик поставили всё ту же 76,2-мм противоштурмовую пушку). Масса бронеавтомобиля в пушечном варианте составила 2950 кг.
Ходовая часть бронеавтомобиля была собрана кустарным образом из элементов ходовых частей автомобилей, не подлежащих восстановлению. Колёсная формула — 4 × 2, на обоих мостах использовались односкатные спицованные колёса. Для повышения устойчивости машины при стрельбе на грунт мог опускаться сошник, аналогичный сошнику «Трёхколёсок» Филатова.

## Служба и боевое применение
Данных о боевом применении бронеавтомобиля Улятовского пока не найдено. Возможно, он использовался частями Русской Императорской армии в боях Первой мировой войны.

## Оценка машины
За недостатком информации сложно сделать какие-либо точные выводы о характеристиках и возможной боевой эффективности бронеавтомобиля Улятовского. Однако, по имеющимся данным, бронеавтомобиль оказался слишком тяжёлым и его ходовые характеристики не оправдали ожиданий. Впрочем, масса броневика в пулемётном варианте оставалась приемлемой, но с таким вооружением он, по сути, не был нужен, поскольку изначально создавался как лёгкий пушечный бронеавтомобиль. Впрочем, небольшие метрические размеры в условиях реального боя были бы некоторым преимуществом.
Кроме того, не совсем понятно, как один человек в положении лёжа управлялся бы с орудием. В любом случае скорострельность была бы невысокой.